# Heilige Stiege (Sächsische Schweiz)

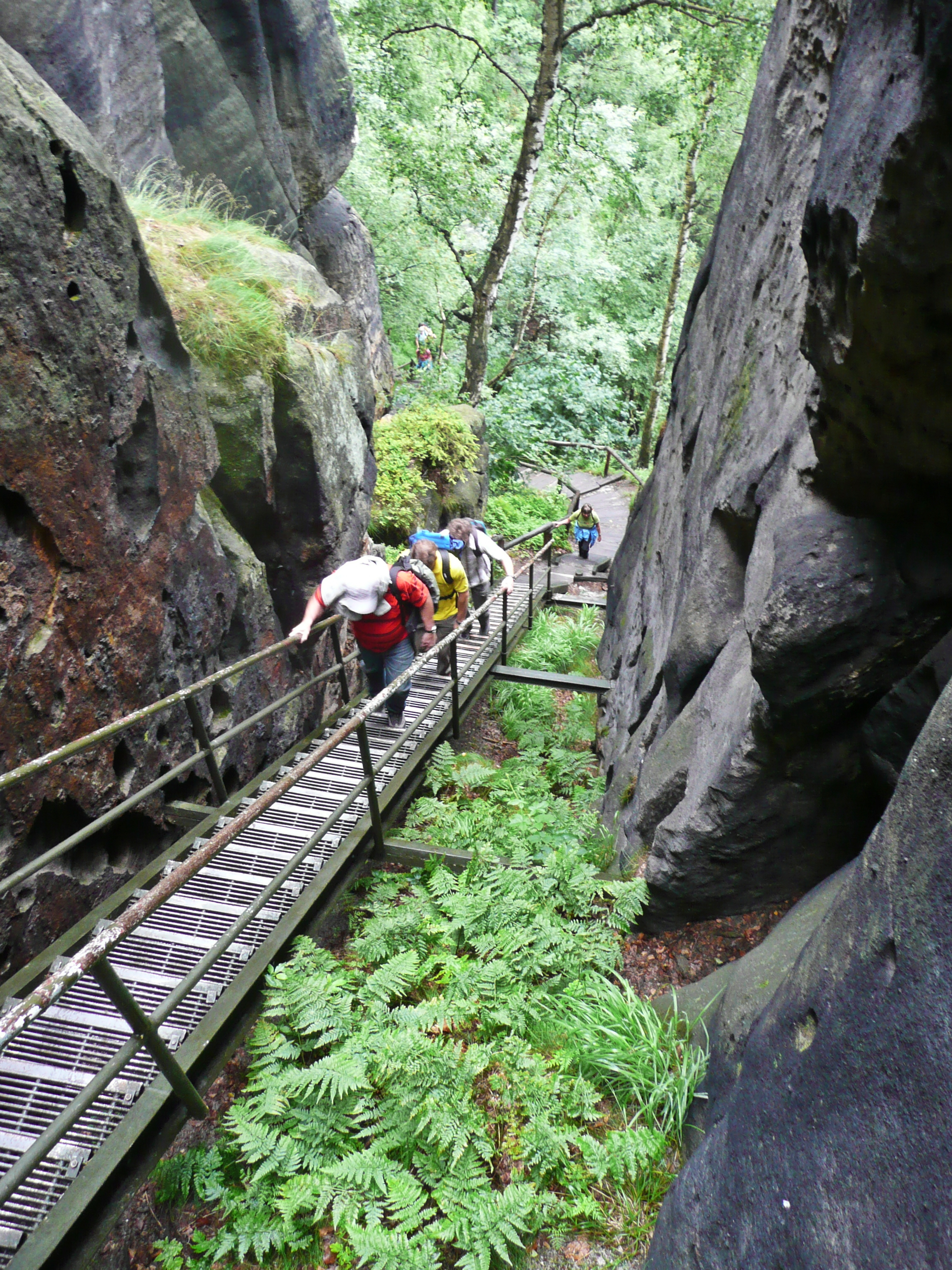
Die Heilige Stiege (2009)

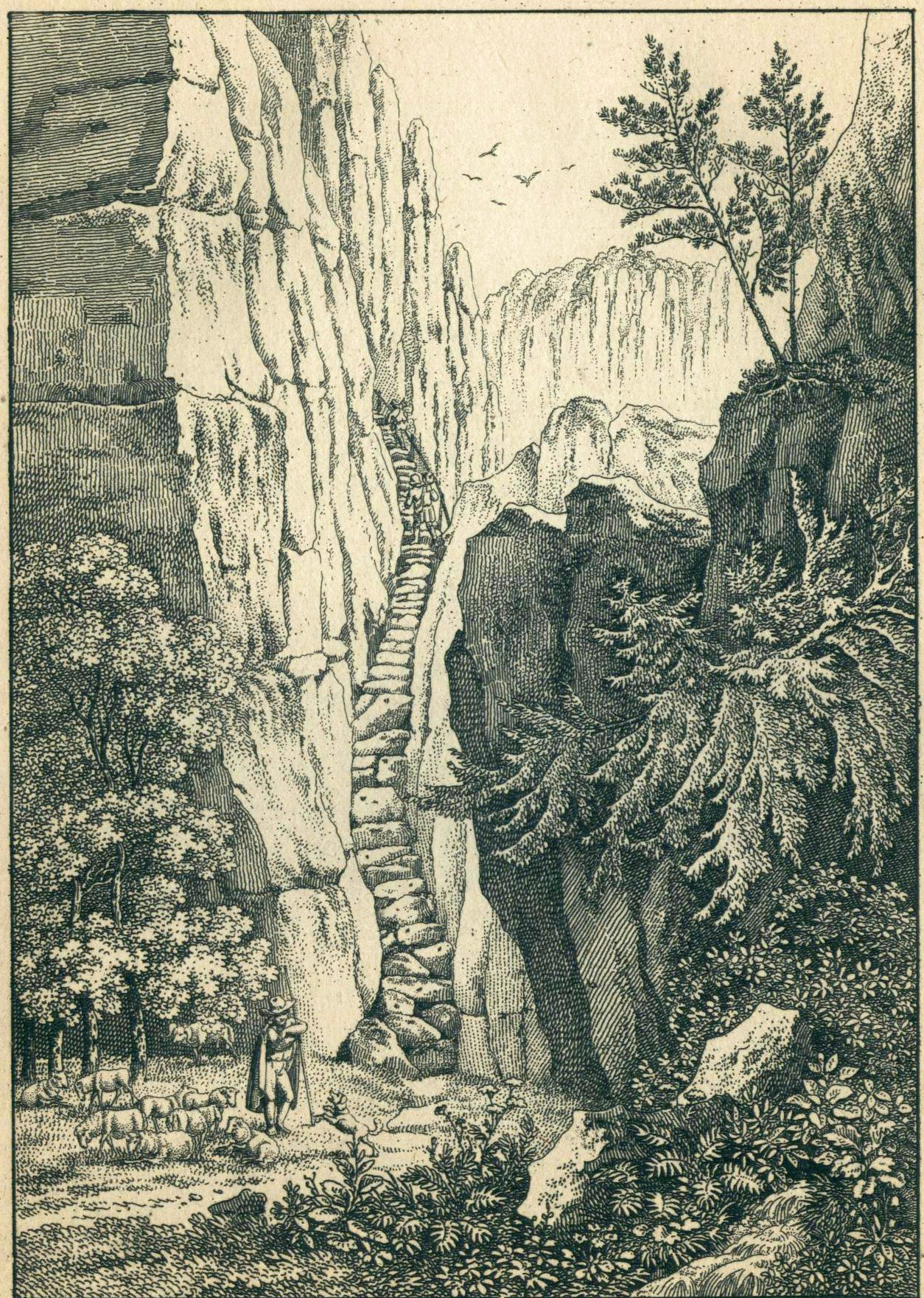
Kupferstich von Ludwig Richter „Heilige Stiege bei Schmilka“ (um 1820)

Die Heilige Stiege ist eine Steiganlage in der Sächsischen Schweiz. Sie führt aus dem Heringsgrund im Schmilkaer Gebiet zum Zurückesteig auf den Affensteinen und dem Beginn der Oberen Affensteinpromenade. Die Stiege verläuft dabei in der Gemarkung Ostrau und gehört somit zu Bad Schandau.

## Geschichte
1698 wurde im Heringsgrund eine „Steinerne Treppe“ erwähnt. Bis ins 19. Jahrhundert sind an der heutigen Stelle aber keine Wegeführungen kartografisch nachweisbar. Die erste namentliche Nennung einer Heiligen Stiege bei Schmilka erfolgte erst 1812 durch Wilhelm Leberecht Götzinger, der den Namen allerdings der Stiege in der Breiten Kluft beilegte. Die heutige Heilige Stiege existierte zu Götzingers Zeiten wahrscheinlich noch nicht. Der mit „Heilige Stiege bei Schmilka“ betitelte Kupferstich von Ludwig Richter zeigt keine der heutigen Heiligen Stiege vergleichbaren Stufen, am ehesten entspricht die Stufenreihe der heutigen Rotkehlchenstiege, die Götzinger bereits 1804 als „gut ausgebaut“ beschrieb. Weitere frühere Aufstiege von Schmilka auf den Reitsteig lagen vermutlich an der Stelle des heutigen Wurzelwegs und des Lehnsteigs. Die ersten Stufen und Leitern am heutigen Standort entstanden wahrscheinlich erst in der ersten Hälfte des 19. Jahrhunderts durch Waldarbeiter oder Jäger.
Die häufig in Reiseliteratur angeführte Behauptung, dass es sich bei der Stiege um einen Weg für die Kirchgänger aus Schmilka zur Lichtenhainer Kirche gehandelt habe, ist nicht belegt und wenig plausibel. Schmilka war der Kirche in Bad Schandau zugeordnet.
Zunächst war die Stiege aus Holz gezimmert, ein Autor beschreibt sie um 1835 als „kümmerliche Treppe“. Ab den 1950er Jahren wurde die Stiege durch Dresdner Bergsteiger in ihrer Freizeit instand gehalten, bis 1969 durch den VEB Sächsischer Brücken- und Stahlhochbau Dresden die heutigen stählernen Leitern und Stufen erbaut wurden. Die Stiege überwindet mit 903 Stufen einen Höhenunterschied von 190 Metern und ist damit die Steiganlage der Sächsischen Schweiz mit den meisten Stufen. Als markierter und gut gesicherter Wanderweg erreicht sie nicht die Schwierigkeit eines ungesicherten Klettersteiges wie etwa der benachbarten Starken Stiege oder Rübezahlstiege.